# Lars Ragnar Forssberg
Ej att förväxla med Lars Forsberg eller Lars Lennart Forsberg.
Lars Ragnar Forssberg, född den 29 mars 1945 i Hudiksvall, är en svensk journalist och författare.
Han har haft ett flertal program i SR och SVT, bland annat "Cabaret öppen kanal", och "Kanal tre". Han var länge kolumnist i Aftonbladet. Forssberg har gjort sig känd som radikal debattör i flera medier. Uppfört kabaréer på bland annat Dramaten och skrivit dramatik för radioteatern. Han är författare till diktsamlingarna "Dimvagga" och "Ett sjuttiotal"
2005 kom den satiriska romanen "Fint folk" ut på Piratförlaget. 
Han är far till Manne Forssberg och Johannes Forssberg.